# Кёртисовский институт музыки
Кёртисовский институт музыки (англ. Curtis Institute of Music) — одна из наиболее престижных консерваторий США. Расположен в Филадельфии.
Основан в 1924 году Мэри Луизой Кёртис Бок (англ. Mary Louise Curtis Bok), дочерью медиамагната Сайруса Кёртиса, унаследовавшей его значительное состояние. У руля института с самого начала встал близкий друг семьи Боков, выдающийся пианист Иосиф Гофман, в 1927 году официально ставший его директором. Среди первых преподавателей института были Карл Флеш, Карлос Сальседо, Ванда Ландовска, Леопольд Стоковский. В дальнейшем среди руководителей Кёртисовского института были такие музыканты, как Ефрем Цимбалист и Рудольф Серкин.

## Известные преподаватели
- Изабелла Венгерова — пианистка
- Джулиус Бейкер — флейтист
- Уильям Кинкейд — флейтист
- Аарон Розанд — скрипач
- Марсель Табюто — гобоист

## Известные учащиеся
- Сэмюэл Барбер — композитор
- Джулиус Бейкер — флейтист
- Леонард Бернстайн — композитор и дирижёр
- Джан Карло Менотти — композитор
- Нино Рота — композитор
- Игнат Солженицын — пианист
- Хуан Диего Флорес — оперный певец (тенор)
- Черкасский, Шура — пианист
- Анна Моффо — оперная певица (лирико-колоратурное сопрано) и киноактриса
- Ринат Шахам — оперная певица (меццо-сопрано)
- Ирра Петина — оперная певица (контральто)[4]
- Хилари Хан — скрипачка